# 扬森月溪

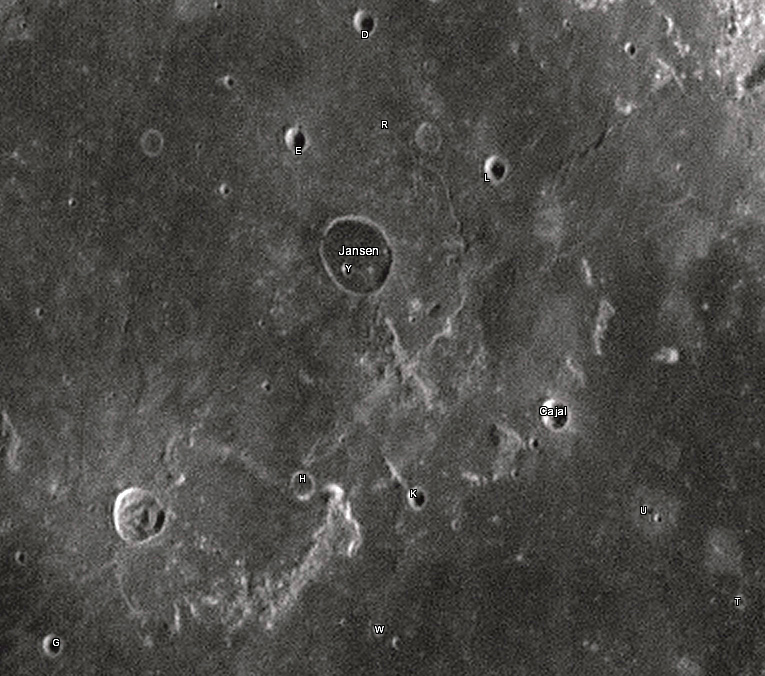
扬森月溪的周边

扬森月溪（Rima Jansen）是月球正面静海中蜿蜒在扬森陨石坑东侧的一道弧形沟壑，它北起卫星坑「扬森 R」西北，南至「扬森 H」北端，其踪迹从扬森陨石坑东北弯曲向南，一路延伸到它的西南偏南处，全长45.12公里，涵盖区域南北横跨0.98度、东西相距1.13度，其中心月面坐标为14°30′N 29°31′E / 14.5°N 29.51°E。

## 另请参阅
- 鲁克尔, 安东宁. . 布拉格: 阿文蒂诺. 1991. ISBN 80-85277-10-7.

## 相关文章
- 月球表面特征列表